# Tétra citron
Hyphessobrycon pulchripinnis
Espèce
Synonymes
- Hemigrammus erythrophthalmus (non Kner, 1860)[1] [2]

Statut de conservation UICN

 LC  : Préoccupation mineure
Le Tétra citron (Hyphessobrycon pulchripinnis) est une espèce de poissons tropical d'eau douce qui provient d'Amérique du Sud, appartenant à la famille des Characidés. C'est l'un des plus petits Tétras avec moins de 5 cm de longueur. C'est depuis longtemps un poisson populaire en aquariophilie, il fut importé pour la première fois en 1932.

## Description
Le Tétra citron est l'un des Tétras les plus trapus, contrastant avec des Tétras au corps fusiforme tel que le Tétra néon, la forme du corps de profil est celle d'un losange. La livrée d'un adulte est jaune transparent, avec un lustre nacrés émanant des écailles. La nageoire dorsale et anale du poisson sont marqués en noir et jaune: précisément, la nageoire anale est hyaline, avec une marge extérieure noire, la partie antérieure de trois ou quatre rayons étant d'un intense, jaune citron, tandis que la nageoire dorsale est principalement en noir avec un jaune. La nageoire caudale est le plus souvent hyaline, mais, des spécimens (en particulier les mâles) acquiert un lustre bleu métallique. Les nageoires pectorales sont hyalines, tandis que les nageoires pelviennes sont jaunes translucides (les mâles alpha sont particulièrement). L'œil est également remarquable : la moitié supérieure de l'iris étant d'un rouge intense, chez certains spécimens il est rouge rubis. La couleur de cette partie de l'iris est un indicateur de la santé du poisson: si cette coloration rouge disparaît ou, pire devient grise, le poisson est atteint d'une maladie plus ou moins grave. Comme beaucoup de characins, le  Tétra citron possède une nageoire adipeuse. Cette nageoire peut avoir une bordure noire, en particulier chez les mâles, mais ce n'est pas un dimorphisme sexuel fiable.
Déterminer le sexe des poissons adultes est possible par l'examen de la bordure noire extérieure de la nageoire anale. Dans les spécimens de sexe féminin, il s'agit d'une fine ligne noire, qui semble esquissée au crayon. Pour les mâles, la bordure est notablement plus large, et chez les mâles issus de l'élevage, elle peut couvrir jusqu'à un tiers de la superficie totale de la nageoire anale. C'est le seul moyen fiable de différencier le sexe de cette espèce : même si les mâles ont souvent une plus grande nageoire dorsale, certaines femelles présentent également cette caractéristique, ce qui leur confère un pouvoir de discrimination amoindri. Les femelles mûres sont plus complètes du corps, notamment lorsque l'on observe par transparence la cavité du corps qui se développe pour accueillir les œufs à l'intérieur de l'appareil reproducteur féminin.
Les juvéniles sont habituellement translucides avec seulement un indice de la couleur de l'adulte. En outre, le dimorphisme sexuel des juvéniles est extrêmement difficile à déterminer.
La taille maximale du Tétra citron est de 38 mm pour les mâles et de 36 mm pour les femelles. Le poids maximal enregistré est de 1,36 g.

## Distribution géographique
Le Tétra citron se rencontre au Brésil dans la partie aval du bassin du rio Tapajós, où il fut découvert près de Santarém, ainsi que dans la rivière Curuá Una, affluent du Tapajós. Il est présent dans les États d'Amazonas, du Mato Grosso, du Pará et du Rondônia.

## Habitat naturel
Le Tétra citron habite les eaux claires avec un léger courant, il reste à proximité des plantes aquatiques. La chimie de l'eau est légèrement acide, et les eaux minérales sont relativement insuffisantes. Les Tétras citrons vivent en bancs de plusieurs milliers d'individus, le noir et le jaune devient perturbateur du point de vue des poissons prédateurs qui tentent de suivre ces poissons. Les poissons sont capables de se déplacer très vite en cas de besoin, lorsque le danger menace, le banc se disperse dans tous les sens pour se réfugier dans la végétation, ajoutant à la confusion visuelle pour un prédateur. L'espèce occupe préférentiellement la pleine eau dans la nature.

## Alimentation
Son régime alimentaire naturel se compose de crustacés, d'insectes et de annélides, mais en captivité il est omnivore.

## Maintenance en aquarium
| Origine         | Amérique du Sud   | Eau           | Eau douce   |
| Dureté de l'eau | 08-13 °GH         | pH            | 6,0-7,5     |
| Température     | Entre 24 et 27 °C | Volume mini.  | 100 L       |
| Alimentation    | Omnivore          | Taille adulte | De 4 à 5 cm |
| Reproduction    | ovipare           | Zone occupée  | pleine eau  |
| Sociabilité     | Bonne             | Difficulté    | facile      |

## Étymologie
Son nom spécifique, du latin pulchra, « charmant, beau », pinnis, « nageoire », lui a été donné en référence à ses belles nageoires dorsale et anale noires et jaunes.

## Publication originale
- (de) Ahl, 1937 : Über einen neuen südamerikanischen Characiniden der Gattung Hyphessobrycon. Zoologischer Anzeiger, vol. 120, n. 9-10, p. 235-236[5].